# 二分之一
二分之一（½）是1除以2或任一數除以其雙倍後所得的最簡分數；乘上一半等同於除以二。這是最常出現於數學方程、處方及測量等處的分數之一。
例如，三角形的面積S的計算式為
S = ½ × 底 × 高
二分之一亦會出現在計算如三角形數和五角數之有形數的公式中出現：
½ × n(( s - 2 ) n - ( 4 - s ))
及在計算幻方的幻方常數中出現
M2(n) = ½ ×(n ( n2 + 1 ))
二分之一有兩個不同的十進位展開，一個是較熟悉的0.5，另一種是循環小數0.4999999...。在其他的基底中亦有類似的一對展開存在著。其中存在著一認為這兩個展開是指不同的數之普遍的陷阱：對於和其有關的詳細討論，請見證明0.999...等於1。
二分之一亦為：
- 少數在打字機上有其自屬的鍵的分數之一。在一些ASCII早期的延伸表亦有存在著171的編碼；且在Unicode中，其有其在C1控制碼和Latin-1增補區塊中的編碼189，且有在包括幾個其他分數的數字形式區塊之參照。
- 少數在語言內一般是以不規則字形變化而非規則字形變化的分數之一；如在英語內，one half即不像從six所形成之one sixth的規則字形變化。

## 另見
- 數表